# Середні хвилі

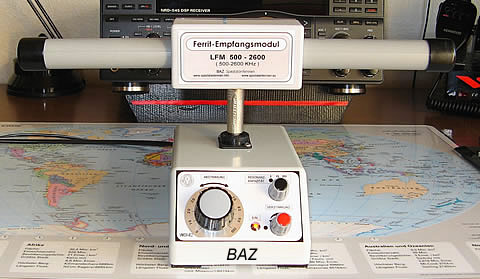
Феритова антена для прийому в діапазонах довгих, середніх та коротких хвиль

Середні хвилі (СХ, англ. MW, Medium Waves) — діапазон радіохвиль з частотою від 300 кГц (довжина хвилі 1000 м) до 3 МГц (довжина хвилі 100 м).
Середні хвилі (разом з короткими) — діапазон, який найчастіше використовують для радіомовлення (526,5—1606,5 кГц) з амплітудною модуляцією. Сітка частот мовних станцій в Європі становить 9 кГц, в Північній і Південній Америці — 10 кГц, більшість радіостанцій і раніше використовували модуляцію з двома бічними смугами і неподавленою частотою носія (тип A3E). Діапазон 160 м (1,8 МГц) виділений для аматорського радіозв'язку.
Середні хвилі здатні розповсюджуватися на досить великі відстані завдяки огинанню земної поверхні, а також (переважно в нічний час) відбиваючись від іоносфери.
Частоти 455, 465 і 500 кГц є спеціальними — вони використовуються як проміжні в більшості супергетеродинних приймачів довгих, середніх і коротких хвиль.